# Договор об учреждении (Россия)
Договор об учреждении заключается только между учредителями при создании обществ с ограниченной ответственностью.
Договоры об учреждении стали применяться с 01.07.2009 (на основании 312-ФЗ от 30.12.08) и заменили собой  Учредительные договоры, при этом следует учесть:
- Договор об учреждении (в отличие от Учредительного договора) не является Учредительным документом и поэтому регулирует только правоотношения, связанные с выполнением Учредителями принятых на себя обязательств при учреждении общества;

- Обществам с ограниченной ответственностью, созданным до 01.07.2009 не нужно перезаключать Договоры об учреждении;

- Общества с ограниченной ответственностью состоящие из одного участника не должны заключать Договор об учреждении в случае увеличения количества их участников впоследствии.

## Содержание Договора об учреждении ООО
Императивные требования к Договору об учреждении
Полный перечень обязательных требований установлен исключительно в п.5 ст.11 ФЗ "Об обществах с ограниченной ответственностью" (далее - Закон):
- порядок совместной деятельности Учредителей по учреждению Общества;
- размер уставного капитала;
- порядок оплаты долей учредителями;
- размер оплаты долей учредителями;
- срок оплаты долей учредителями (об этом см.также п.1 ст.9 и п.1 ст.16 Закона);
- размер доли каждого из Учредителей;
- номинальная стоимость доли каждого из Учредителей.

Диспозитивные требования к Договору об учреждении
Такие положения, которые могут быть предусмотрены Договором об учреждении по желанию учредителей:
1. Можно предусмотреть иные способы и порядок предоставления Участником компенсации досрочного прекращения права пользования имуществом, переданным Учредителем в пользование Обществу в качестве вклада в уставный капитал	(п.3 ст.15 Закона)
- По умолчанию – в случае прекращения у Общества права пользования имуществом до истечения срока, на который такое имущество было передано в пользование Обществу в качестве вклада в уставный капитал, Участник, передавший имущество, обязан предоставить Обществу по его требованию денежную компенсацию, равную плате за пользование таким же имуществом на подобных условиях в течение оставшегося срока.

2. Можно предусмотреть иное в отношении имущества, переданного исключенным или вышедшим из общества Участником в пользование Обществу в качестве вклада в Уставный капитал (п.4 ст.15 Закона)
- По умолчанию – такое имущество остается в пользовании Общества в течение срока, на который оно было передано.

3. Можно предусмотреть взыскание неустойки (штрафа, пени) за неисполнение обязанности по оплате долей в уставном капитале (п.3 ст.16 Закона - относится только к оплате долей при учреждении Общества;)
- По умолчанию – никакие неустойки за неисполнение обязанностей не предусмотрены.

## Примечание
Не следует путать Договор об учреждении с:
- договором о создании, который заключают акционеры в акционерных обществах;
- учредительным договором, который, начиная с 1 июля 2009 года, больше не заключается в обществах с ограниченной ответственностью
- договором об осуществлении прав участников, который может быть заключен Учредителями общества наравне с Договором об учреждении, так как одним из предметов регулирования такого договора может быть обязательство учредителей по согласованному осуществлению действий, связанных с созданием общества (п.3 ст.8 Закона)